# Zbigniew Makowiecki
Zbigniew Konstanty Bronisław Makowiecki (ur. 29 marca?/11 kwietnia 1917 w Piotrogrodzie, zm. 24 października 2017 w Londynie) – polski kawalerzysta, uczestnik II wojny światowej, działacz emigracyjny, pułkownik Wojska Polskiego.

## Życiorys
Był synem Stanisława Makowieckiego i Jadwigi z domu Paszkowicz. Jego ojciec był urzędnikiem Polskiej Krajowej Kasy Pożyczkowej oraz Izby Ubezpieczeń Społecznych, zaś matka ze względu na dobrą znajomość języków obcych okresowo pracowała jako tłumaczka. Od 1920 Zbigniew Makowiecki mieszkał w Warszawie. W 1935 roku ukończył I Państwowe Gimnazjum i Liceum im. Stefana Batorego w Warszawie. W czasie nauki w Gimnazjum Batorego wstąpił do 23 Warszawskiej Drużyny Harcerskiej „Pomarańczarnia”. W 1935 uzyskał stopień podharcmistrza, a w latach 1936–1937 sprawował funkcję drużynowego. Do jego wychowanków należeli m.in. Tadeusz Zawadzki „Zośka”, Jan Bytnar „Rudy”, Aleksy Dawidowski i Jan Rodowicz „Anoda”. Studiował w Szkole Głównej Handlowej. Od 20 września 1935 do 15 lipca 1936 był słuchaczem Szkoły Podchorążych Rezerwy Kawalerii w Grudziądzu, po czym jako plutonowy podchorąży odbył praktykę w 1 pułku szwoleżerów Józefa Piłsudskiego w Warszawie. W 1938 został mianowany podporucznikiem w korpusie oficerów rezerwy kawalerii. Po wybuchu II wojny światowej walczył w trakcie polskiej wojnie obronnej 1939 w szeregach 3 pułku strzelców konnych im. Hetmana Polnego Koronnego Stefana Czarnieckiego między innymi w bitwie pod Kockiem. Po kapitulacji Samodzielnej Grupy Operacyjnej „Polesie”, aż do maja 1945 przebywał w niewoli niemieckiej w różnych obozach jenieckich m.in. Oflag IV C Colditz, Oflag II A Prenzlau, Oflag II D Gross-Born i Oflag X C Lubeka. 
Po wyzwoleniu przez wojska amerykańskie wstąpił do 10 pułku dragonów i do 1947 przebywał w Niemczech, skąd następnie wyjechał do Anglii. Przez kilka kolejnych lat ze względu na zły stan zdrowia przebywał w szpitalu. W Anglii ukończył studia statystyczne i w 1955 poślubił Janinę Cabałę. W latach 1955–1975 związany był z kompanią Unilever, a następnie pracował w wydawnictwie „Polonia Book Fund Ltd.” Był aktywnym działaczem polonijnym w Wielkiej Brytanii, był prezesem Zrzeszenia Kół Pułkowych Kawalerii w Londynie i działaczem Polskiej Macierzy Szkolnej, w ramach której koordynował między innymi kolonie dla polskich dzieci mieszkających w Wielkiej Brytanii i w Belgii.
30 września 2017 w Woli Gułowskiej został awansowany do stopnia pułkownika.
Zmarł w Londynie. Został pochowany na Powązkach Wojskowych (kwatera A 19-3-28/29).

## Ordery i odznaczenia
- Krzyż Kawalerski Orderu Odrodzenia Polski[4]
- Krzyż Walecznych[4]
- Złoty Krzyż Zasługi[1]

## Upamiętnienie
8 listopada 2018 Szkoła Podstawowa nr 16 w Grudziądzu otrzymała imię płk. Zbigniewa Makowieckiego.